# Псамтик I
Псамтик I (или Псаметих, Psammetichus, Psamtek I Wahibre) е първи фараон от Двадесет и шеста династия на Древен Египет, позната още като Саиската династия, заради произхода на владетелите ѝ от град Саис.
Псамтик I управлява през 664 – 610 г. пр.н.е. При възкачването си той заварва страната в хаотично и разпокъсано състояние и посвещава своето 54-годишно управление на неговата политическа консолидация. С неговото управление започва т.нар. Късен период в историята на Египет.

## Предистория
Псамтик I е син на Нехо I, оглавяващ додекархията – дванадесетте полунезависими египетски владетели, които управлявали съвместно Долен Египет под върховенството на Асирийската империя, докато Среден и Горен Египет се намирали под влиянието или властта на кушитските (нубийските) фараони.
Нехо, който отбранявал Мемфис от кушитите на юг, участва в заговор за дестабилизиране на асирийската власт в Египет, заедно с Тахарка, кушитския владетел на Горен Египет от 25-а династия. Когато Тахарка нахлул от юг и завладял Мемфис, в Египет пристигнала голяма асирийска армия, която прогонила кушитите и възстановила реда (664 г. пр.н.е.). Псамтик бил изпратен като заложник при асирийците, но междувременно Нехо загива в битка с наследника на Тахарка, Танутамун, който нахлува в Долен Египет, опитвайки се да наложи властта си там. Още в същата година асирийската армия се връща и още веднъж решително изтласква кушитите, достигайки на юг чак до Тива. Псамтик е поставен на мястото на баща си като наместник на асирийския цар в Египет, след което асирийската армия се оттегля. След тези походи кушитските фараони губят силата си и тяхното влияние в Египет значително намалява.

## Управление
Псамтик I успява да се възползва от недоволството на местното египетско население и от времнното отслабване на асирийската мощ, за да обяви своята независимост през 660 г. пр.н.е. Въпреки това мирните отношения на Псамтик с Асирия продължават – заети с умиротворяване на безредиците в собствените си владения асирийските царе вероятно предпочели да имат в лицето на Египет по-скоро една съюзна държава, отколкото още една бунтуваща се провинция.
За да увеличи военните сили Псамтик I привлича либийски вождове и чужди наемници (най-вече йонийци и карийци) и сключва съюз с Лидийското царство в Мала Азия. Мира на северните граници позволил на Псамтик I да предприеме настъпление на юг срещу кушитските владетели. През 658/657 г. пр.н.е. е възстановена властта над Тива, с което е сложен край на амбициите на нубийските владетели да бъдат признати за фараони в Египет.
В следващите години до около 650 г. пр.н.е. останалата част от Египет е обединена под властта на Псамтик I, който установява дълъг период на мир. Той успява да централизира управлението и намалява влиянието на наместниците (номарси), щедро облагодетелства храмовете и жреческата аристокрация. В религиозно и културно отношение се забелязва тенденция към консерватизъм и завръщане към най-старите традиции от периода на Ранното и Древното царство.
Установява добри политически и търговски отношения с гръцките градове-държави и позволява на гръцките търговци и наемници да основат колонии в Египет. По-късно през управлението си предприема успешни военни действия в Либия, Нубия и Палестина, но без значителни завоевания.
Наследен е от сина си Нехо II.